# Ferdinand Cohen-Blind

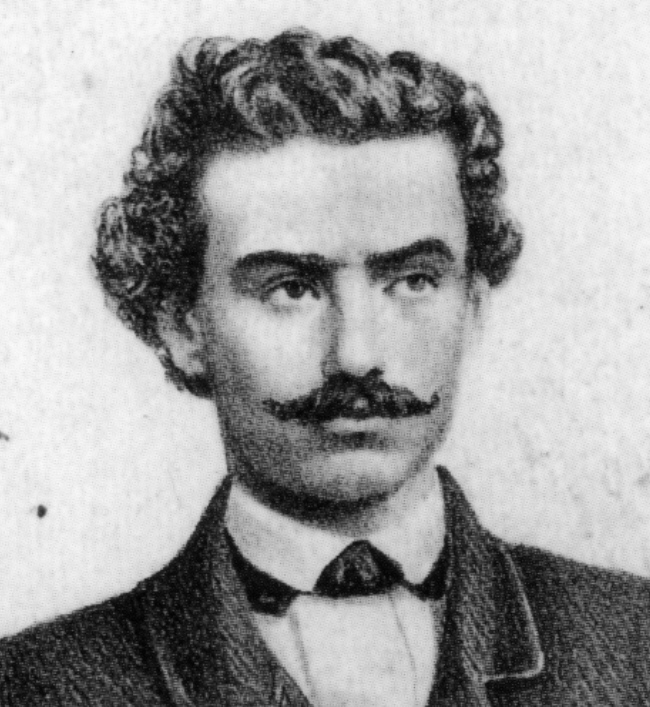
Ferdinand Cohen-Blind

Ferdinand Cohen-Blind (ur. 25 marca 1844 w Mannheim, zm. 8 maja 1866 w Berlinie) – niemiecki zamachowiec pochodzenia żydowskiego, który 7 maja 1866 r. usiłował zamordować premiera pruskiego Ottona von Bismarcka.

## Dzieciństwo i młodość
Ferdinand Cohen-Blind urodził się w Mannheim, w Wielkim Księstwie Badenii, w żydowskiej rodzinie Jakoba Abrahama Cohena i jego drugiej żony Friederike z domu Ettlinger. Był młodszym bratem Mathilde Blind. Jego matka była wyemancypowaną kobietą, która krótko po narodzinach syna nawiązała stosunki z Karlem Blindem, byłym studentem, relegowanym z uniwersytetu w Heidelbergu za demokratyczne poglądy. Friederike Cohen wspierała działalność polityczną Blinda pieniędzmi swojego męża - latem 1847 r. razem z Blindem została zatrzymana i przejściowo uwięziona. W 1848 r. Jakob Abraham Cohen zmarł, a rok później Friederike wyszła za Karla Blinda, który stał się tym samym ojczymem małego Ferdinanda.
Po stłumieniu rewolucji w Badenii, w której Karl Blind walczył po stronie republikańskich powstańców, musiał on wraz z żoną i dziećmi udać się na emigrację - początkowo do Paryża, później do Brukseli, a ostatecznie w 1852 r. do Londynu. Dzieciństwo w warunkach uchodźstwa odcisnęło piętno na Cohenie-Blindzie, który jednoznacznie odrzucał monarchiczny ustrój państw niemieckich i pragnął dorównać swojemu ojczymowi w roli szermierza demokracji.
W 1862 r. młody Cohen-Blind powrócił do Niemiec, gdzie najpierw był wolnym słuchaczem na uniwersytecie w Tybindze, a od 1864 r. pełnoprawnym studentem akademii rolniczej w Hohenheim, osiągając tam bardzo dobre wyniki w nauce.

## Zamach na Bismarcka
Po ukończeniu studiów w marcu 1866 r., Cohen-Blind udał się w podróż po Bawarii i Czechach. Narastające prawdopodobieństwo wojny między Prusami a Austrią przywiodło go do postanowienia, aby dokonać zamachu na premiera Prus Ottona von Bismarcka, postrzeganego przezeń jako głównego sprawcę zagrożenia bratobójczym rozlewem krwi. Z Karlsbadu wyruszył do Berlina, do którego dotarł 5 maja i zamieszkał w Hotelu Royal przy Unter den Linden.
Tu napisał list do swojego ojczyma, donosząc mu o swoim zamiarze. List ten został później przechwycony przez pruską policję i zaginął. Podobną wiadomość wysłał 7 maja do Mathilde Weber w Tybindze.
Po południu 7 maja Cohen-Blind wyczekał na premiera, powracającego do domu pieszo ze spotkania z królem Wilhelmem I w pałacu, w pobliżu ambasady rosyjskiej przy Unter den Linden. Cohen-Blind oddał w kierunku pleców Bismarcka dwa strzały z rewolweru, ten jednak odwrócił się szybko i zdołał przytrzymać napastnika, któremu mimo to udało się wystrzelić jeszcze trzykrotnie. Na odgłos wystrzałów przybiegli żołnierze przechodzącego akurat ulicą 1. batalionu 2. pułku gwardii pieszej i ujęli zamachowca. Bismarck podążył spokojnie do domu - wieczorem zbadał go lekarz przyboczny króla dr Gustav von Lauer, który w toku oględzin stwierdził, że pierwsze trzy kule tylko drasnęły ciało, a kolejne dwie zostały sparowane przez żebra, nie powodując żadnych istotnych obrażeń.
Cohena-Blinda odwieziono do prezydium policji w celu przesłuchania, lecz tam, wykorzystując moment nieuwagi nadzorujących, przeciął on sobie tętnicę szyjną ukrytym w chusteczce nożem. Mimo wysiłków lekarzy, aby utrzymać go przy życiu, krótko po godzinie czwartej rano 8 maja zmarł. Jego ciało zostało pochowane bez ceremonii, nocą, na cmentarzu Nikolaifriedhof.